# Trzciana (województwo małopolskie)
Trzciana – wieś w Polsce położona w województwie małopolskim, w powiecie bocheńskim, w gminie Trzciana. Miejscowość jest siedzibą gminy Trzciana.
W latach 1975–1998 miejscowość administracyjnie należała do województwa tarnowskiego.

## Informacje
Integralne części miejscowości: Bagna, Działy, Glinik, Libichowa, Pachówka, Sepne, Srokówka, Zalesie, Zarzecze, Zyznówka.
Instytucje: urząd gminy, ZOZ, poczta, policja, świetlica gminna z pracownią komputerową, gminna biblioteka publiczna, bank spółdzielczy rzemiosła, kancelaria parafialna kościoła rzymskokatolickiego, przedszkole państwowe, szkoła podstawowa, szkoła muzyczna I stopnia.

## Etymologia nazwy
Ta popularna nazwa miejscowa, ale i występująca w hydronimii, jak i podobne; Trzcianka, Trzcianne, Trzcinica czy słowacka Trstená pochodzi od prasłowiańskiego *trъstъ oznaczającego trzcinę, sitowie, które dało później początek staropolskiemu wyrazowi, który wyszedł już z użycia, trzcie (trście) oznaczającego trzcinę i przymiotnikowi trzciany, a więc trzcinowaty, stąd często tak topograficznie określano tereny moczarowate, nadrzeczne i nadjeziorne.

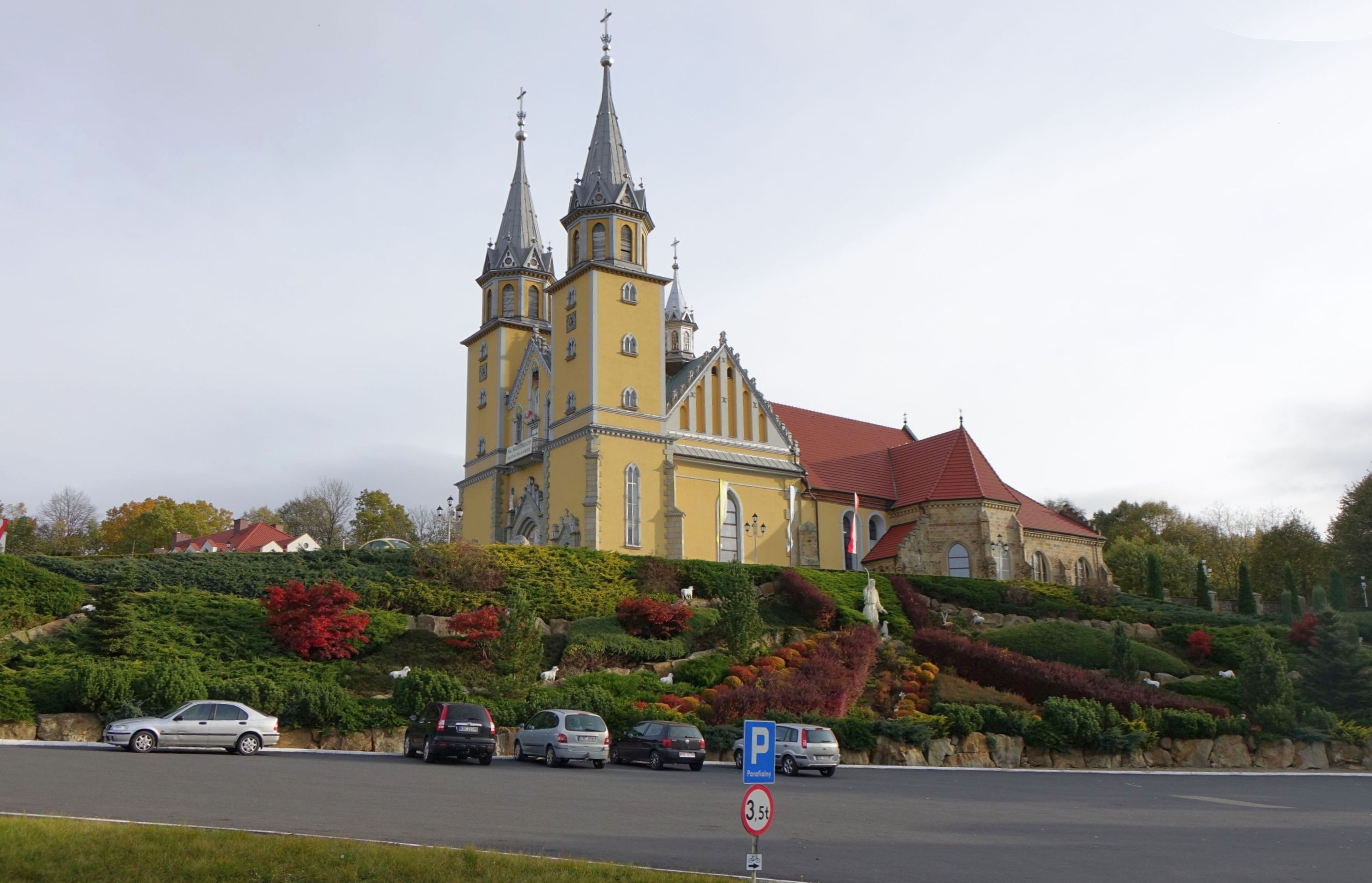
Kościół w Trzcianie
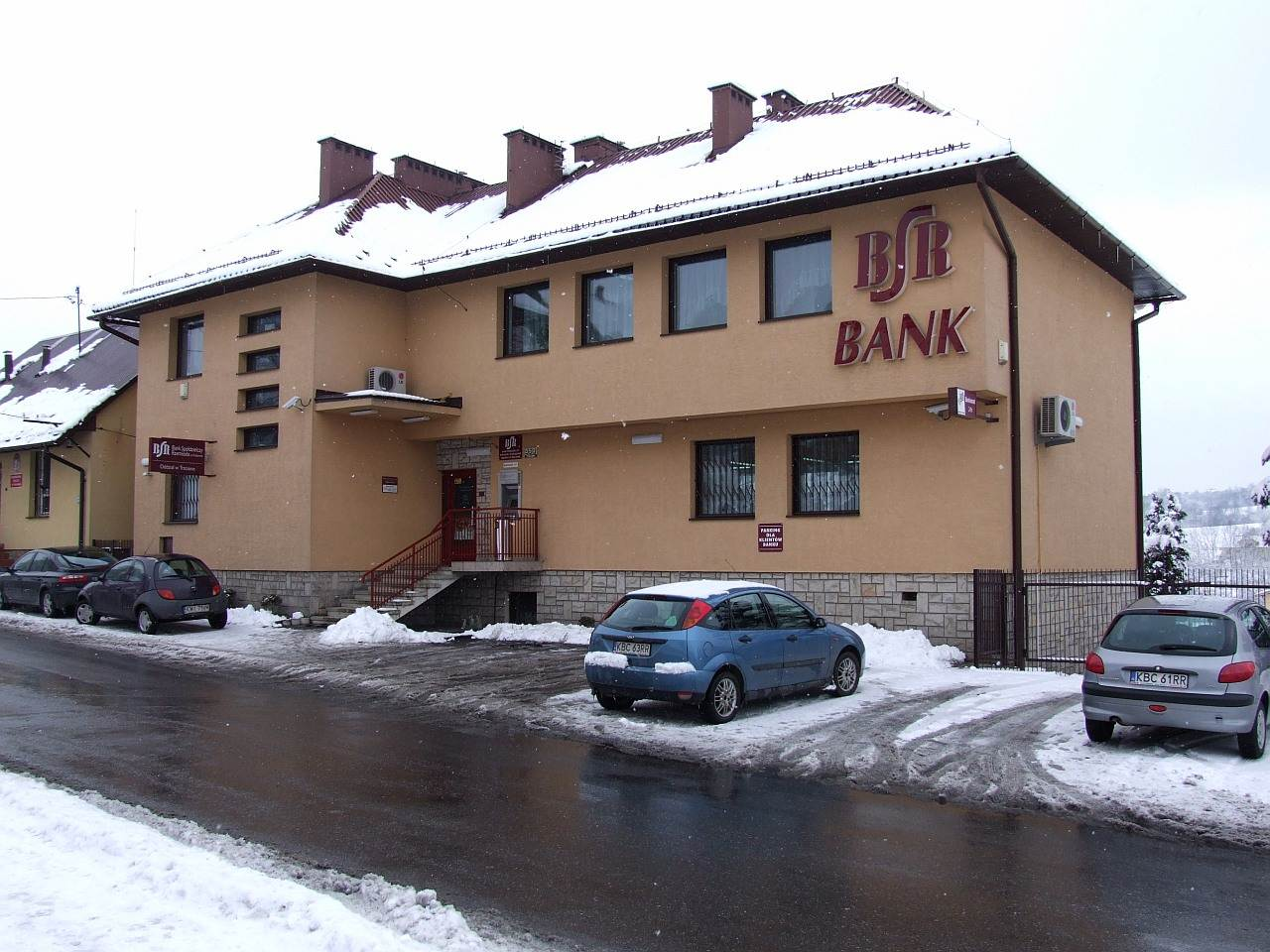
Bank Spółdzielczy
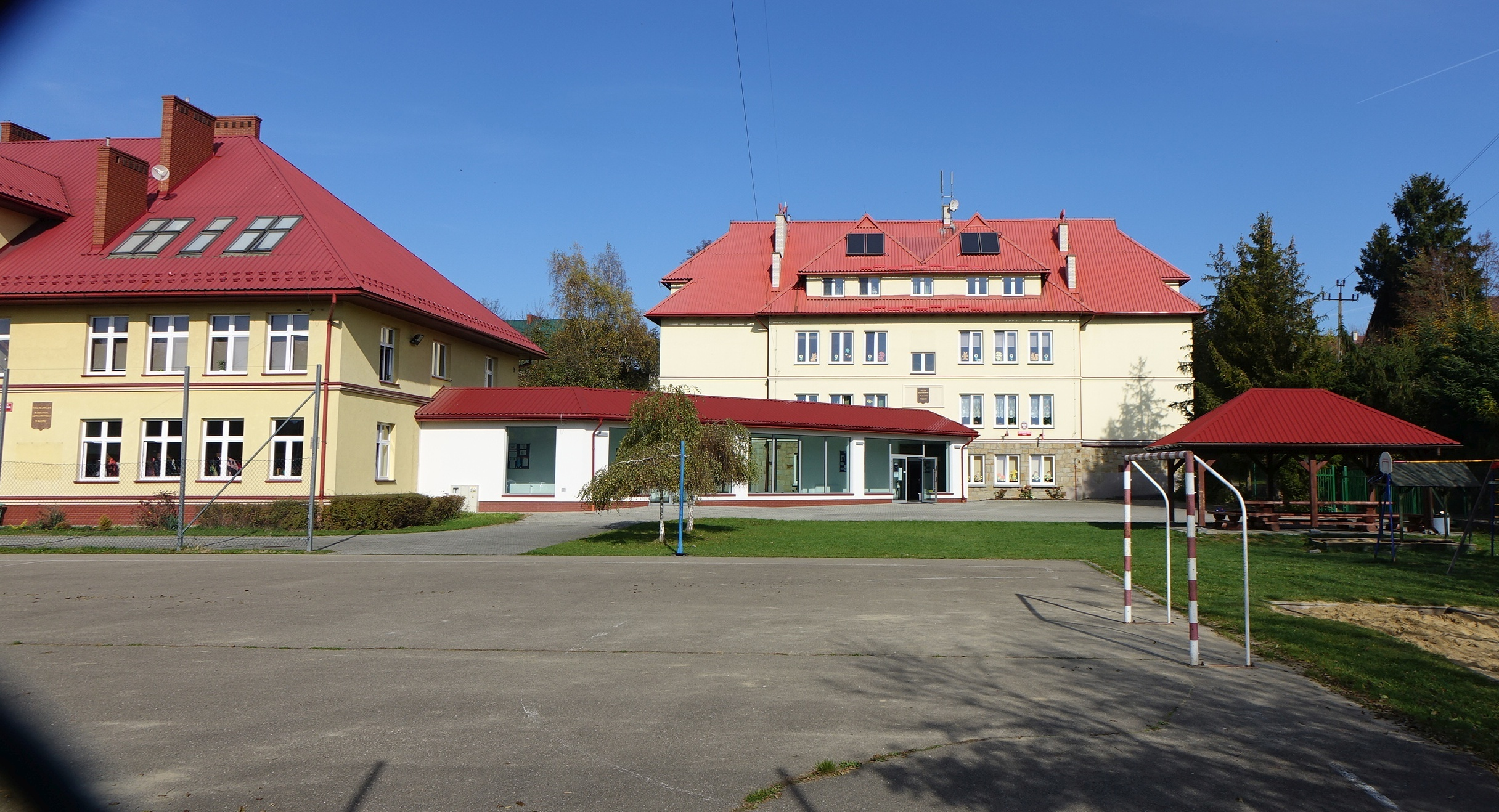
Zespół szkół w Trzcianie
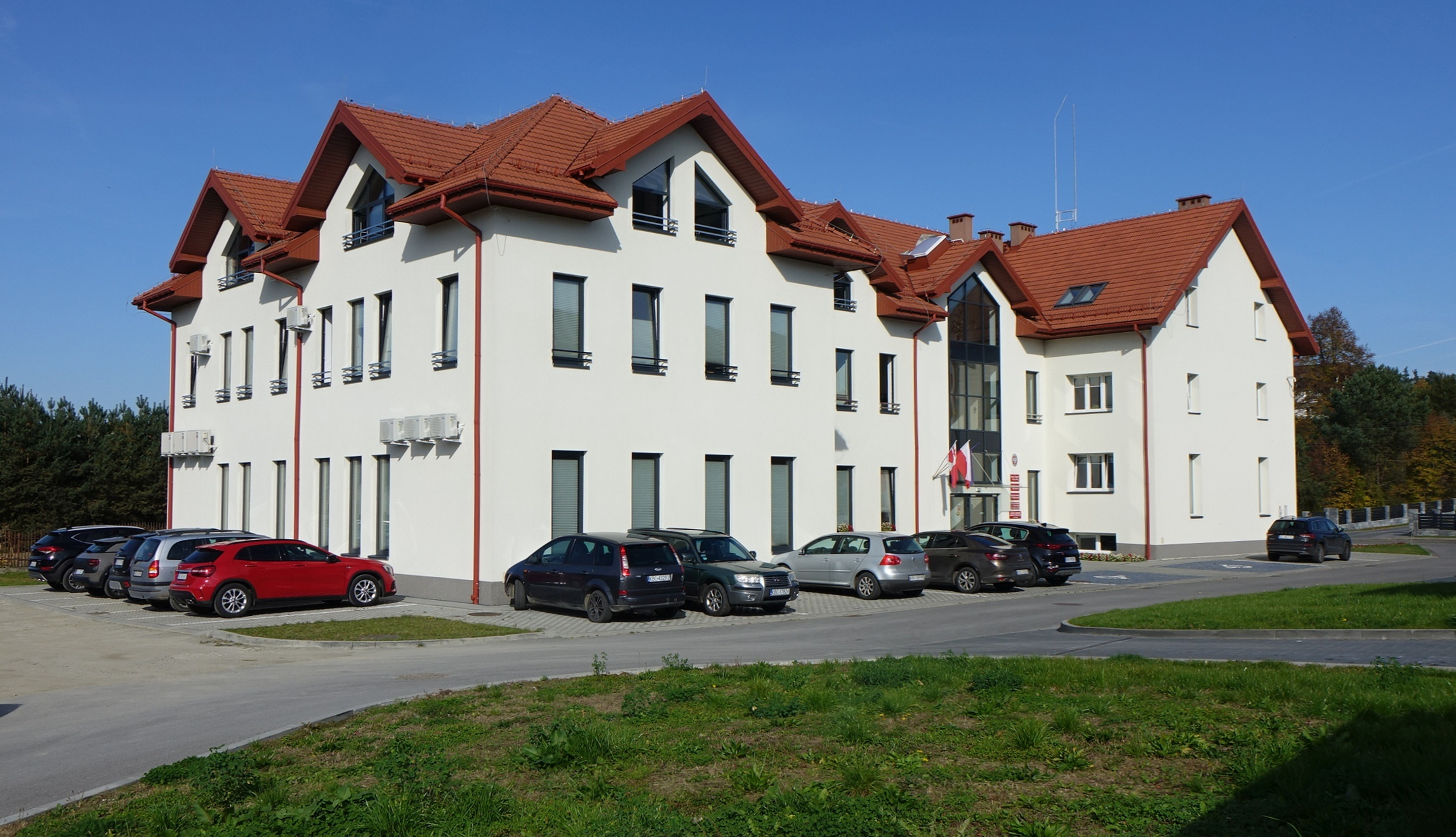
Budynek urzędu gminy
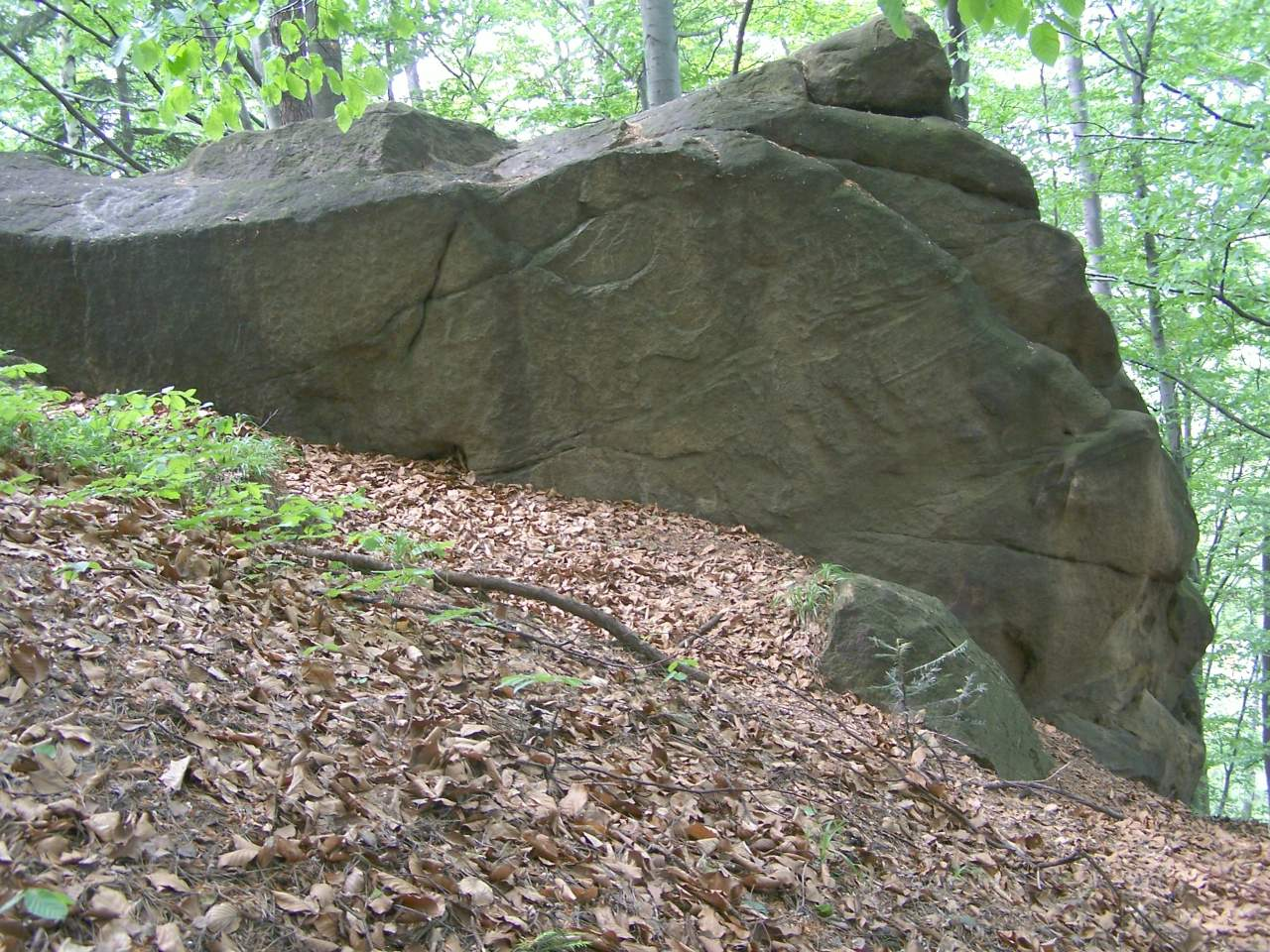
Diabelski Kamień w Libichowej, na granicy Trzciany z Cichawką
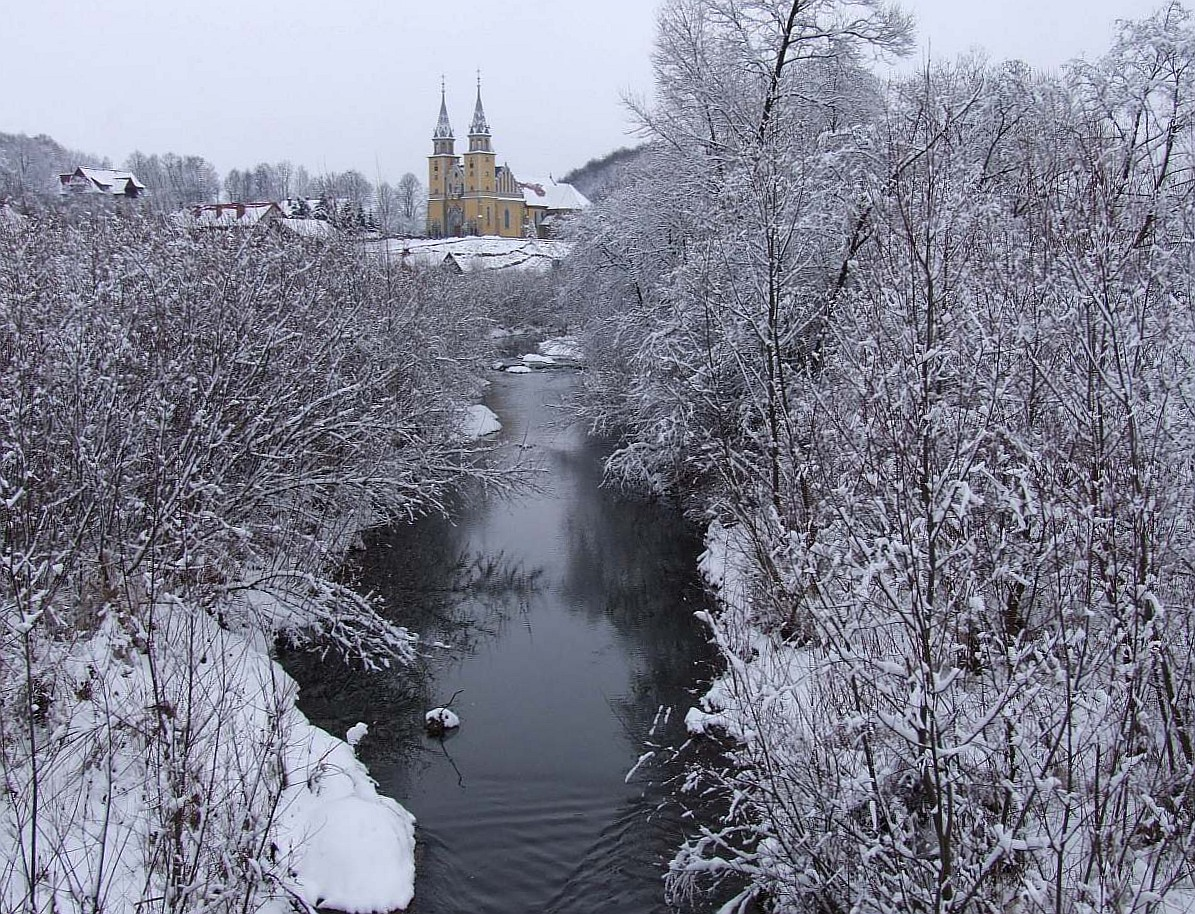
Trzciana zimą
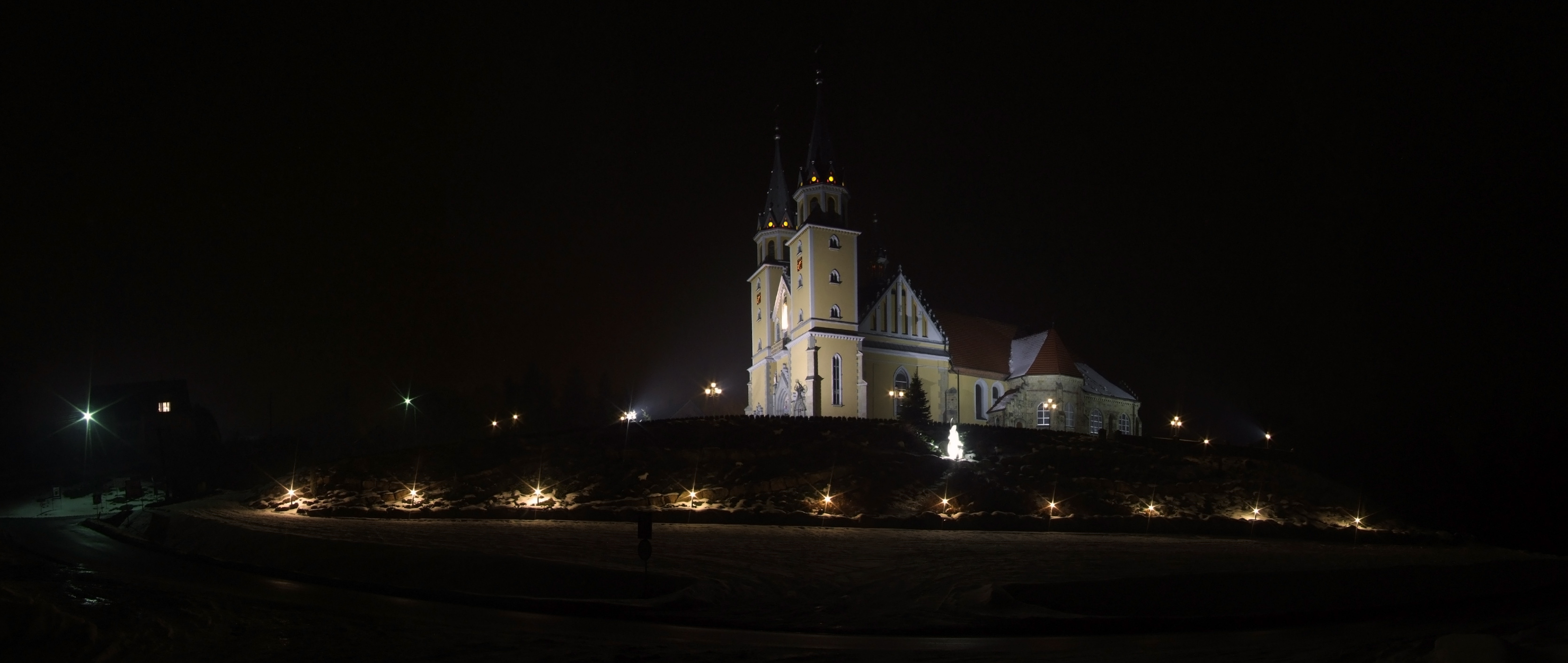
Kościół nocą
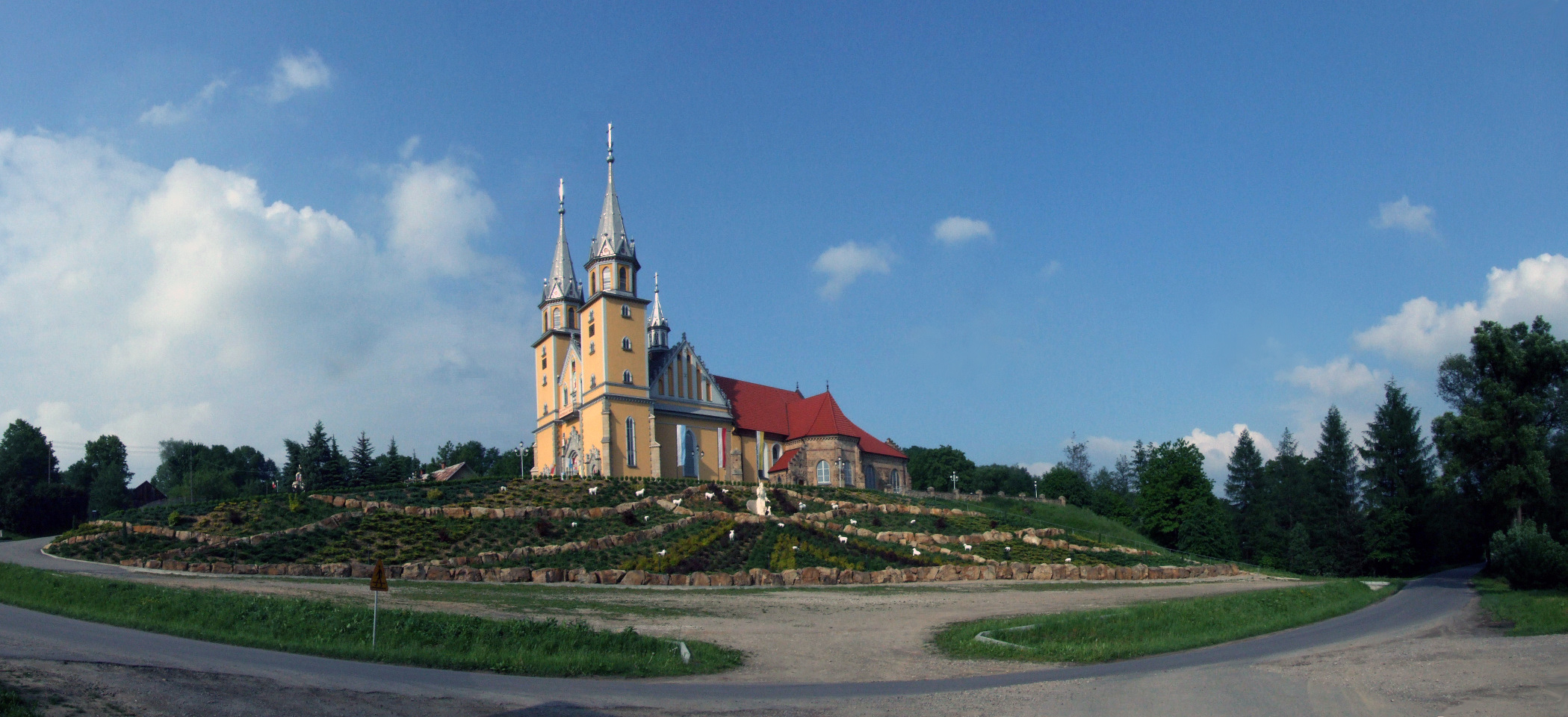
Kościół – panorama
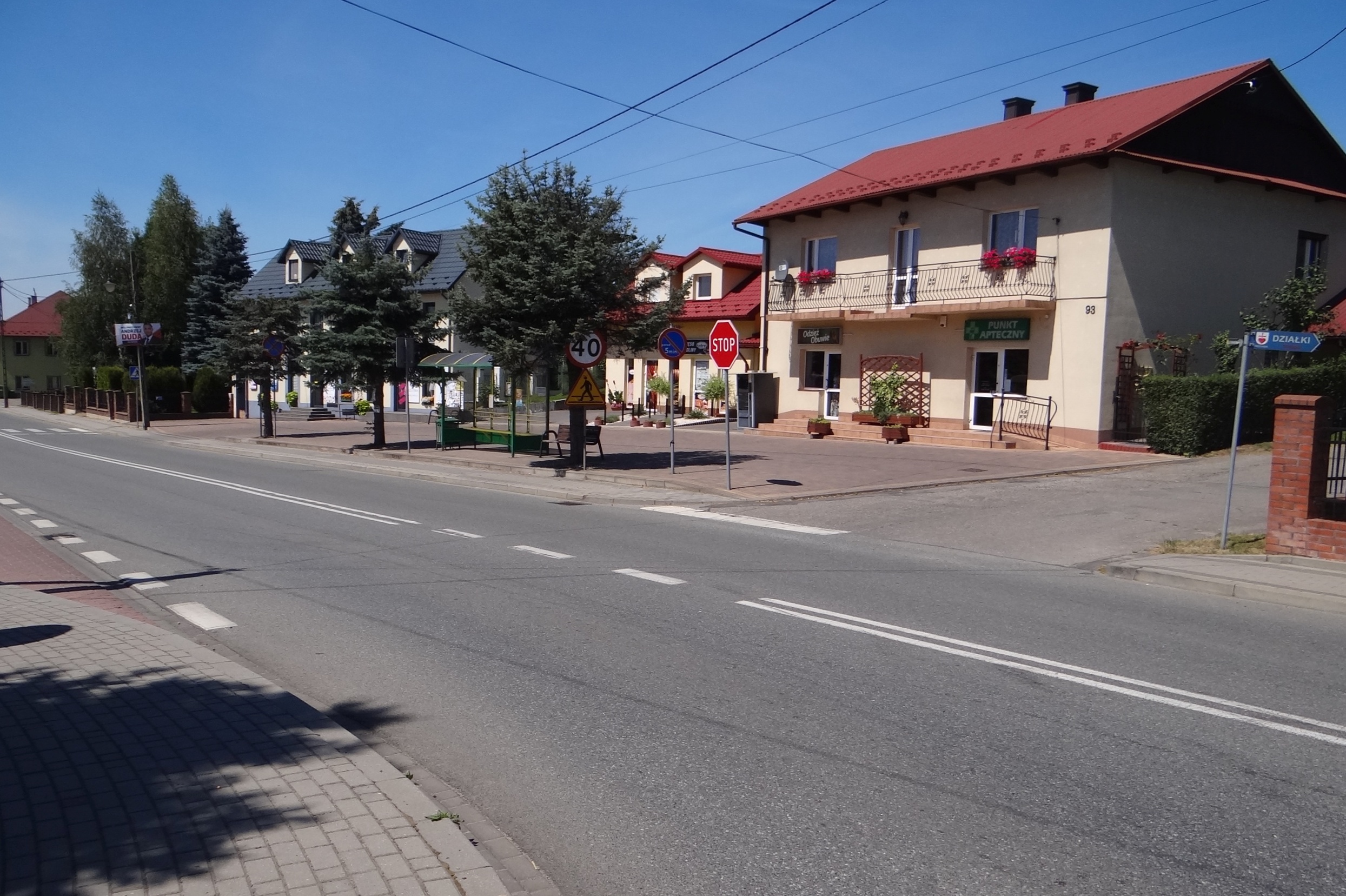
Rynek
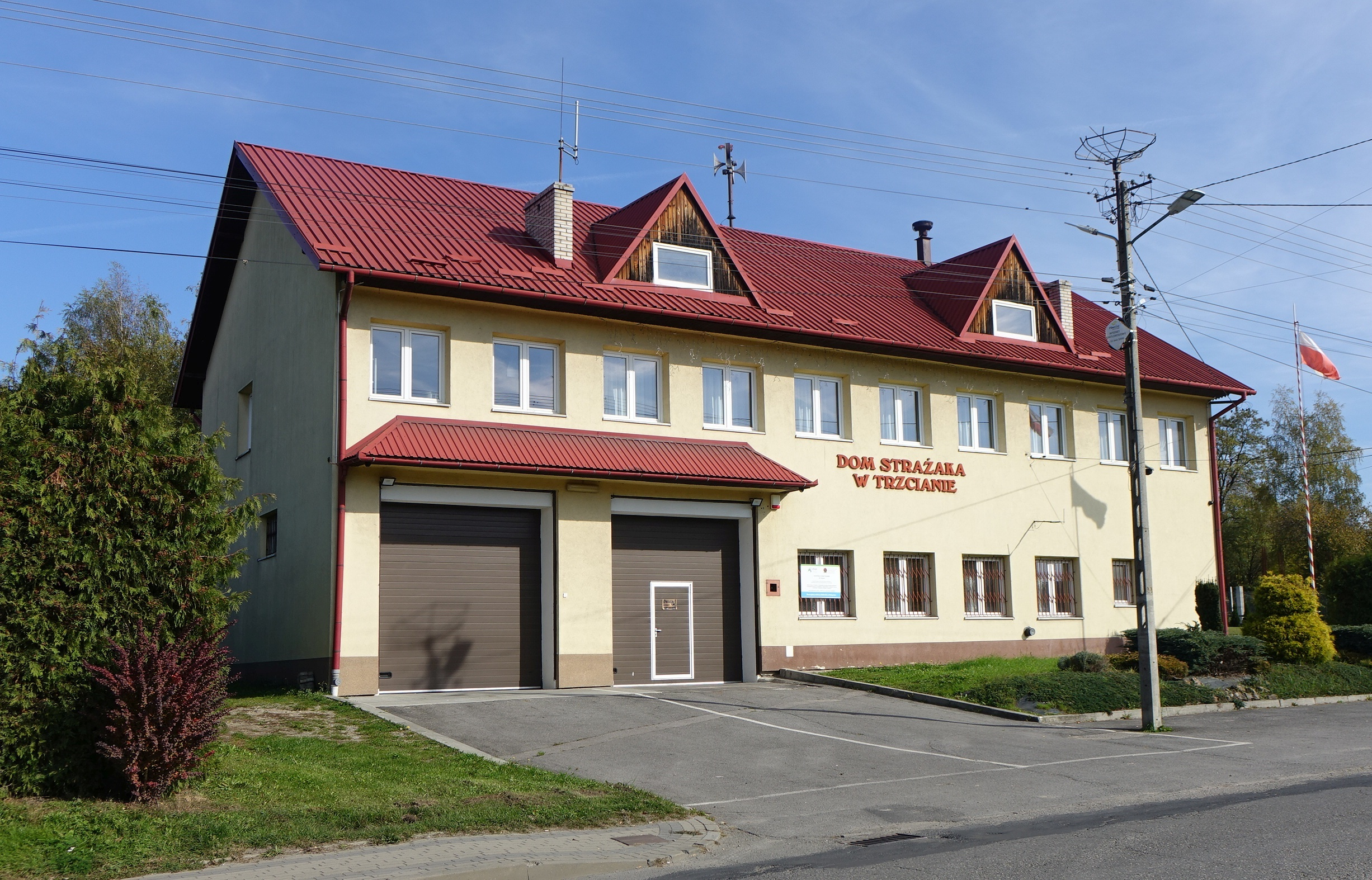
Dom Strażaka
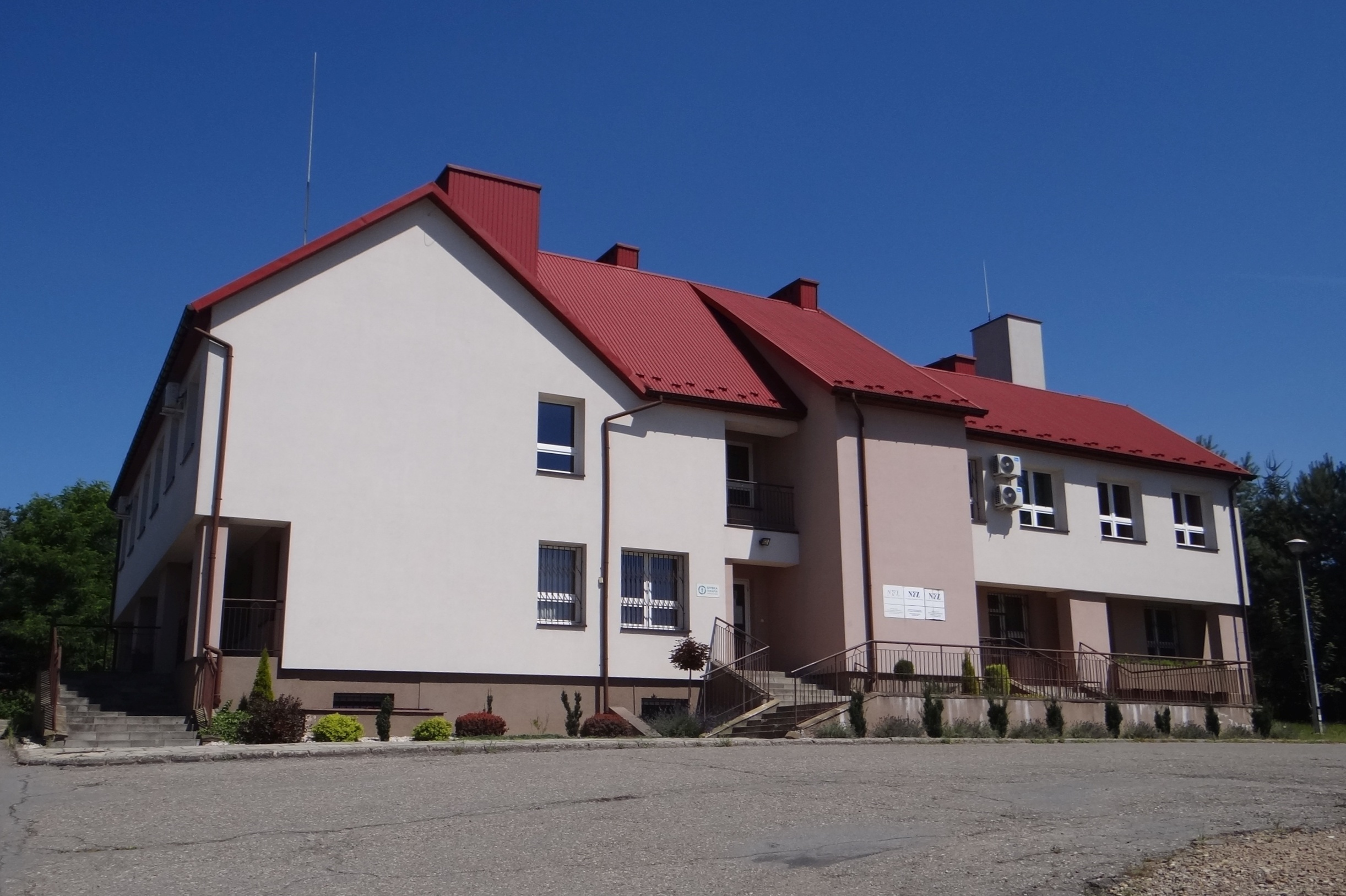
Ośrodek zdrowia
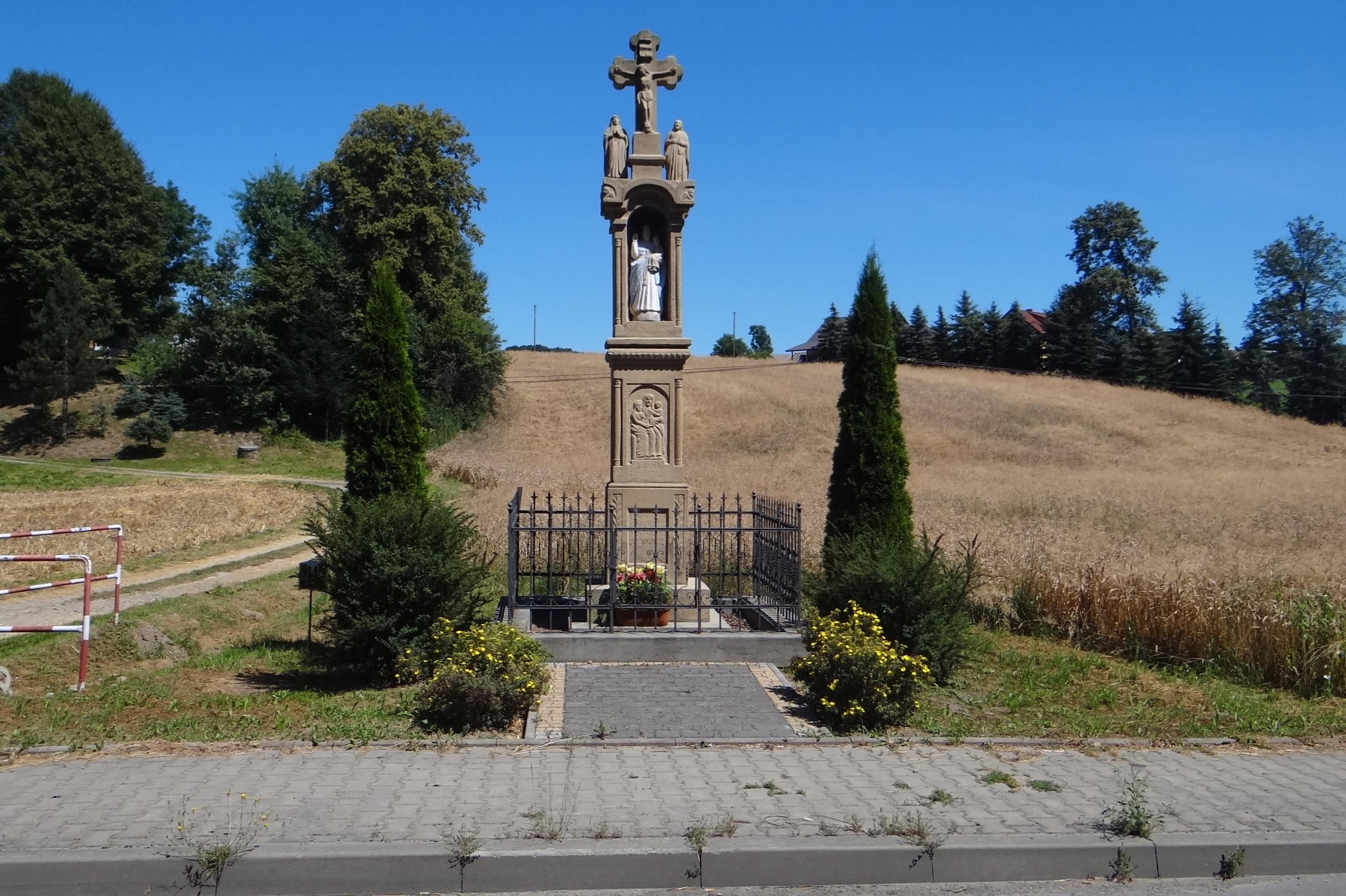
Przydrożna figurka na Gliniku
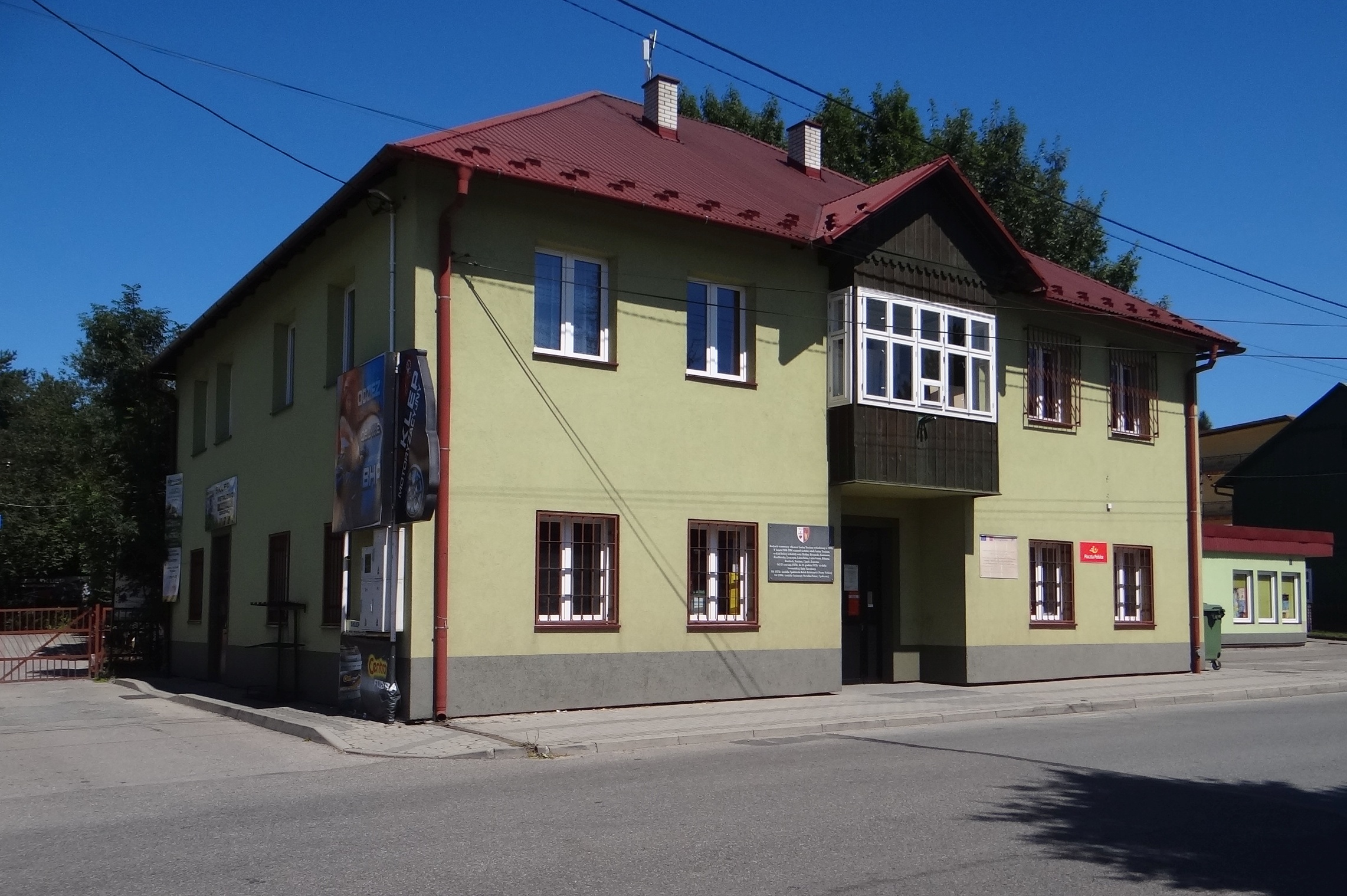
Poczta
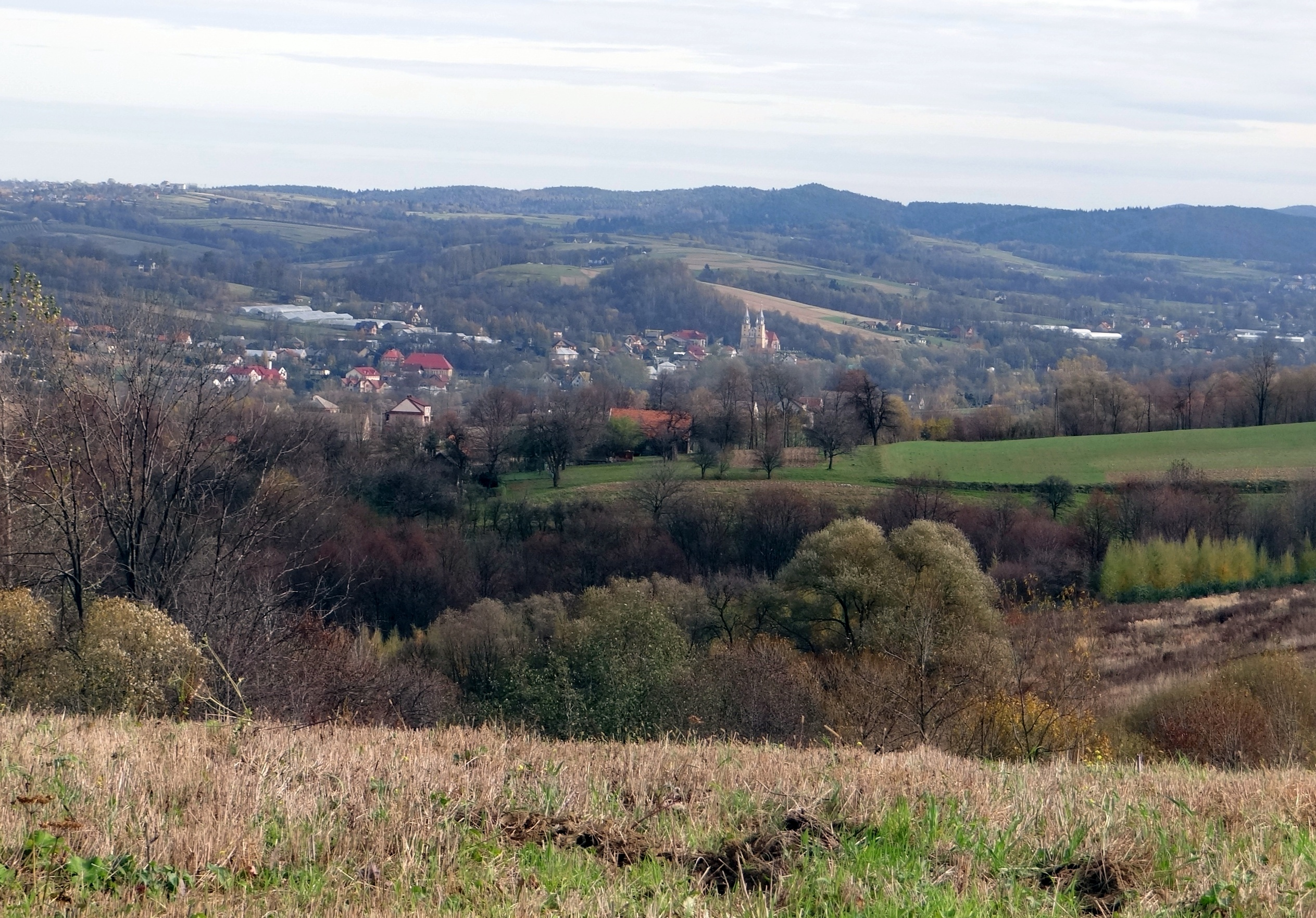
Widok ogólny
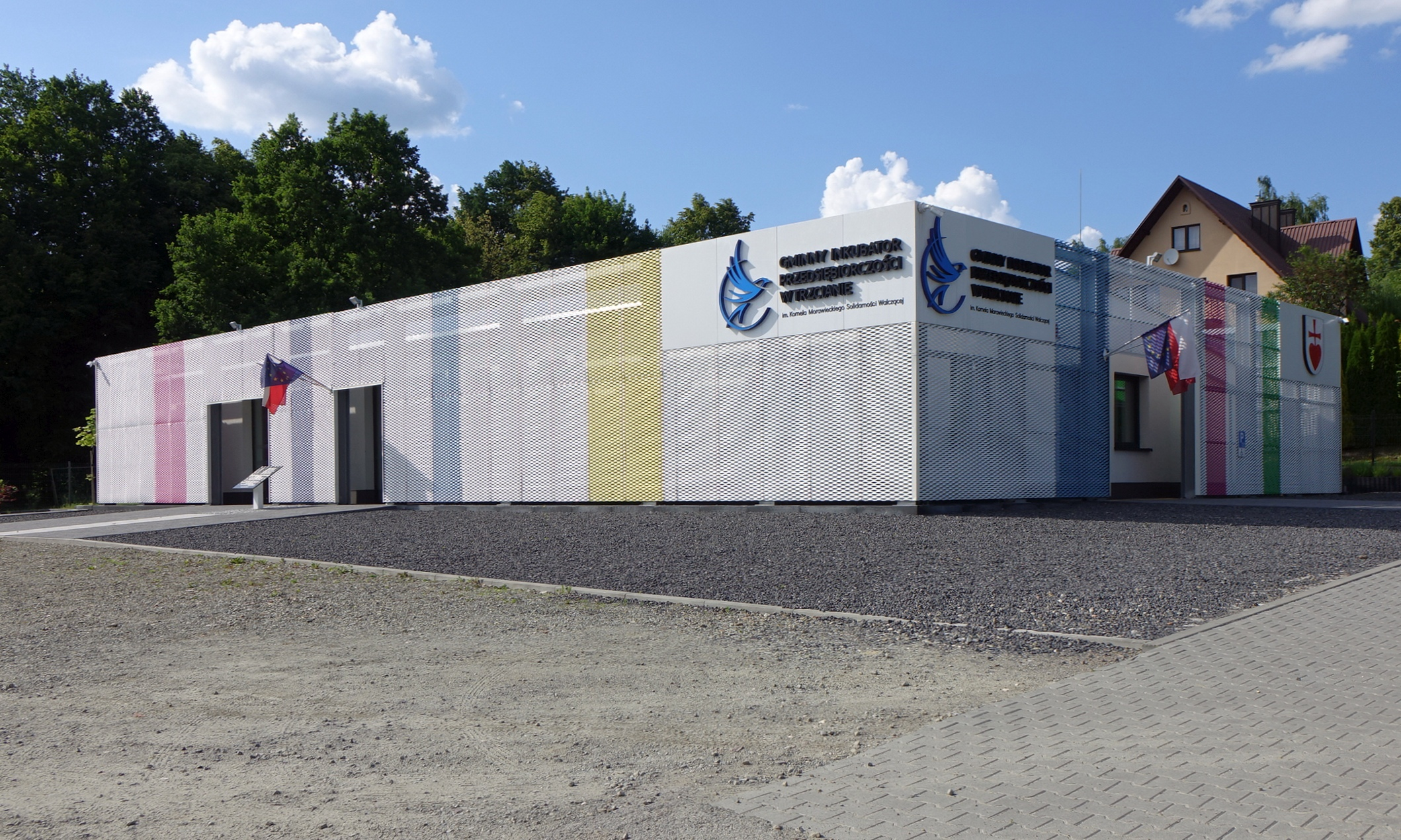
Inkubator Przedsiębiorczości

## Położenie
Miejscowość leży na terenie Pogórza Wiśnickiego, które jest częścią Pogórza Zachodniobeskidzkiego, a to z kolei Pogórza Karpackiego. Na południowym horyzoncie widać odległe o ok. 5 km ostatnie wzniesienia Beskidu Wyspowego; Kamionna 801 m, Pasierbiecka Góra 764 m. Wieś Trzciana leży w kotlinie rzeki Sanki, zwanej też Potokiem Saneckim, oraz na wzgórzach wznoszących się po obu stronach rzeki. Sanka wpada w sąsiedniej miejscowości Ubrzeż do Stradomki, będącej prawobrzeżnym dopływem Raby. Koryto rzeki w tym miejscu leży na wysokości 223 m. Najwyższe wzgórza, na których leży Trzciana wznoszą się na wysokość 364 m. Tak więc maksymalne różnice wysokości nie przekraczają 137 m. Krajobraz jest typowy dla Pogórza – łagodne stoki poprzecinane licznymi potokami spływającymi z obu stron do rzeki. Potoki te często tworzą strome jary, zwykle zadrzewione na całej długości.
Odległość wsi od najbliższych miast: do Krakowa – 37 km, do Bochni – 22 km, do Limanowej – 22 km, do Nowego Wiśnicza – 14 km.

## Zarys historii
- Pierwsze wzmianki o Trzcianie pochodzą z XIII w. Wówczas nosiła ona nazwę Libichowej (obecnie jest to jeden z przysiółków Trzciany)[9][10]. W 1262 r. książę krakowski Bolesław Wstydliwy nadał komesowi Dzierżykrajowi, kanonikowi krakowskiemu, oraz jego bratu Wyszowi dziedzicom z Niegowici, lasy i gaje nad Stradomką, o powierzchni ok. 100 km kwadratowych. Rycerze ci, oraz kanonik Vizon ufundowali i uposażyli Klasztor Kanoników Regularnych od Pokuty. Podczas potopu szwedzkiego kościół został dwukrotnie splądrowany i spalony, a zakonnicy zostali wymordowani; w 1652 przez Kozaków wojsk Jerzego II Rakoczego, w 1656 przez Szwedów. O jego losach oraz sytuacji społecznej na wsi w XIX wieku wiele dowiedzieć się można z wiersza Klasztor wymarły poety Józefa Niwickiego, właściciela posiadłości ziemskich w sąsiedniej wsi Kierlikówka. Klasztor szerzył wiarę i oświatę w okolicznych wsiach. Ludzi przybywało, karczowano lasy, osadnictwo rozszerzało się na okoliczne tereny. I tak wokół klasztoru powstały osady: Bełdno, Bytomsko, Glinik[11], Trzciana, Zyznówka[12]. W latach 1340–1350 parafia Trzciana liczyła już 1100 ludzi. W czasach średniowiecznych aż do okolic XIX wieku Glinik i Zyznówka (oba powstałe w 1416 roku) podobnie jak wspomniana wcześniej Libichowa posiadały status odrębnych miejscowości by następnie zostać włączone do Trzciany (powstałej w 1403 roku) stając się jej przysiółkami[13]. Obecna nazwa wsi pojawiła się w XV w. i pochodzi od rośliny – trzciny, która w dawnych czasach obficie zarastała podmokłe tereny w dolinie rzeki, wokół stawów hodowlanych, należących do klasztoru Kanoników Regularnych od Pokuty. W XVII wieku przez Trzcianę przeszedł „potop szwedzki” i najazd Rakoczego. Klasztor dwukrotnie został spalony, a 10 zakonników zamordowano. Jednak klasztor odbudowano, a w 1882 r. wybudowano nową plebanię. Zaborcy austriaccy w 1816 r. odgórną decyzją zlikwidowali klasztor. Przez jakiś czas jeszcze proboszczami byli zakonnicy, ale od 1823 r. już tylko księża świeccy. W okresie galicyjskim Trzciana była przez krótki czas miasteczkiem[14].
- W końcu XVI wieku wieś znajdowała się w powiecie szczyrzyckim województwa krakowskiego i była własnością klasztoru kanoników regularnych w Trzcianie[15]. Trzciana uzyskała lokację miejską w 1785 roku, zdegradowana w 1896 roku[16].
- W czasie I wojny światowej Trzciana i okolice stały się miejscem zażartych bitew wojsk austriackich z rosyjskimi. Pamiątką po tych walkach są cmentarze w Trzcianie (185 poległych żołnierzy), Leszczynie (867 poległych), Łąkcie Dolnej (286 poległych). Leszczyna została spalona, Trzciana i inne wsie mocno zniszczone. Po wojnie, przy pomocy jeńców wybudowano piękne cmentarze wojenne, obecnie odnowione i starannie pielęgnowane. W dwudziestoleciu międzywojennym Trzciana była typową wsią rolniczą. Działał tutaj ruch ludowy. Jak w całej dawnej Galicji, tak i tutaj było biednie, wielu mieszkańcom wsi nieobcy był głód na przednówku.
- We wrześniu 1939 r. w czasie walki z Niemcami zginął w Trzcianie plutonowy Łukasiewicz, osłaniający odwrót swojego oddziału. Jego grób i pomnik znajdują się na cmentarzu wojennym w Trzcianie. W czasie okupacji w Trzcianie była siedziba władz okupacyjnych i posterunek policji. Nie przeszkodziło to jednak ruchowi oporu. Aktywnie na terenie gminy działała jednostka AK, odbywało się tajne nauczanie. Od 1934 r. Trzciana była siedzibą gminy. W 1972 r. komunistyczne władze, mimo protestów mieszkańców, połączyły gminę Trzciana z sąsiednią gminą Żegocina. Dopiero w 1994 r. udało się mieszkańcom odzyskać gminę[17].
- Z parafii Trzciana oddzieliła się Leszczyna, a następnie Kierlikówka z Rdzawą tworząc 2 nowe parafie.
- W 1997 r. przeszła przez gminę powódź, która zniszczyła drogi, zerwała niemal wszystkie mosty, podtopiła wiele budynków, firm i instytucji. Dzięki pomocy zewnętrznej (m.in. saperzy wojskowi odbudowali mosty) i wysiłkowi mieszkańców, dość szybko udało się naprawić szkody.

## Zabytki
Obiekty wpisane do rejestru zabytków nieruchomych województwa małopolskiego.
- Kościół parafialny pw. św. Małgorzaty z końca XV wieku,
- cmentarz wojenny nr 309 z I wojny światowej.

### Inne
- Pomnik ku czci mieszkańców gminy, poległych podczas I wojny światowej,
- liczne kapliczki, krzyże i figurki w Trzcianie.

## Kościół w Trzcianie
Pierwszy powstał w XIII w. po utworzeniu parafii przez Bolesława Wstydliwego. Prawdopodobnie był drewniany, nie wiadomo jednak jak wyglądał, nie zachowały się żadne jego opisy. Jan Długosz w XV w. wzmiankuje o kościele w Trzcianie, był to jednak prawdopodobnie już drugi drewniany kościółek. Z akt wizytacyjnych z XVI w. dowiadujemy się, że w Trzcianie istniał już murowany kościół i szkoła parafialna. Spalony podczas potopu szwedzkiego kościół odbudowano i poświęcono w 1657, jednak w owych trudnych dla Rzeczypospolitej czasach aż do XIX w. nie odzyskał dawnej świetności, pomimo remontu w 1857 roku. W 1816 przeszedł pod zarząd diecezji katolickiej.
W latach 1905–1907 dokonano pierwszej rozbudowy kościoła pod wezwaniem św. Małgorzaty w Trzcianie. Projektant Jan Karol Sas Zubrzycki planował rozbudowę kościoła od strony wschodniej, południowej i północnej, jednak nie udało się zrealizować tych planów, dobudowano jedynie południową nawę boczną. W latach 1953–1956 dobudowano część zachodnią zaprojektowaną przez mgr inż. Stefana Świszczowskiego, zaprojektowanej przez niego wieży nie udało się już wybudować, gdyż prowadzoną bez zezwolenia ówczesnych komunistycznych władz budowę wstrzymano. Przez długi czas nie pozwolono nawet przykryć dachem rozpoczętej budowy, wskutek czego podczas deszczu do kościoła wlewała się woda. W końcu jednak zezwolono na przykrycie konstrukcji kopułą, jej styl nie pasuje do całości budowli.
W okresie, gdy proboszczem parafii był ks. Władysław Ryś wykonano nowe ozdobne ławki i konfesjonały i wybudowano nową plebanię. Zasadniczą rozbudowę rozpoczął nowo przybyły proboszcz Władysław Jemioła. Wybudowano dwie duże wieże od strony zachodniej i umieszczono w nich dzwony. Stara dzwonnica i część murów otaczających kościół została rozebrana i wykonano przed kościołem duży plac parkingowy. Po nim kontynuuje prace remontowe i upiększanie kościoła proboszcz Władysław Midura. Za jego kadencji wykonano m.in. bardzo kosztowne odnowienie ołtarzy, rzeźb, organów, a także wymianę żyrandoli i innych elementów dekoracyjnych, osuszanie kościoła, parkingi, nowe nagłośnienie i wiele innych. Wyprofilowano cały teren wokół kościoła, obsadzono roślinami skarpy po południowej i zachodniej stronie oraz wybudowano nową plebanię.
Wielokrotnie rozbudowywany kościół w Trzcianie jest mieszaniną różnych stylów. Najstarszym zabytkiem jest wykonana z piaskowca gotycka chrzcielnica z 1497, ostatnio odnowiona. Są na niej herby rodów, którzy byli jej fundatorami i godło Polski. Ołtarz główny pochodzący z XVII w. jest w stylu barokowym. Jest w nim naturalnej wielkości krucyfiks z ukrzyżowanym Chrystusem i malowidło stojącej pod krzyżem Matki Boskiej i św. Jana. Ponad krzyżem umieszczono obraz św. Małgorzaty. Boczne ołtarze w barokowo-klasycystycznym stylu pochodzą z przełomu XVIII i XIX w. W prawym bocznym jest figura Matki Boskiej, w lewym figura Serca Pana Jezusa. W północnej bocznej nawie znajduje się obraz Przemienienia Pańskiego.

## Ochrona przyrody
- Wieś położona jest na Obszarze Chronionego Krajobrazu Pogórza Wiśnickiego,
- We wsi znajdują się pomniki przyrody – dęby na 2 kwaterach cmentarza wojennego z czasów I wojny światowej. W planie jest utworzenie jeszcze wielu innych pomników przyrody.
- Na obszarze całej gminy od kilku lat prowadzona jest systematyczna i obowiązkowa zbiórka śmieci z gospodarstw domowych, przedsiębiorstw i instytucji, połączona z ich segregacją. Wpłynęło to wydatnie pozytywnie na higienę i estetykę wsi. Segregacja odpadów umożliwia ich ekologiczny odzysk – recykling.
- W 2011 r. rozpoczęto – przy wsparciu funduszów Unii Europejskiej – budowę sieci wodociągowej oraz budowę nowej oczyszczalni ścieków i sieci kanalizacyjnej (dotychczas do małej oczyszczalni ścieków podłączona była tylko część miejscowości).
- Znacznie poprawił się stan czystości wód rzeki Sanki. Na większej części swego przebiegu ma ona II klasę czystości, a w niektórych miejscach nawet I. Żyje w niej m.in. pstrąg potokowy i pstrąg źródlany.
- Na terenie wsi istnieją miejsca o dużych walorach przyrodniczych i krajobrazowych, m.in.: kamienie na wzgórzu Sepne, Diabelski Kamień na granicy z Cichawką.